# RMS St Helena
La RMS St Helena è una nave da carico (che trasporta merci e passeggeri) che è stata utilizzata nel territorio britannico d'oltremare di Sant'Elena. 
Il 10 febbraio 2018 è partita per il suo ultimo viaggio da St Helena a città del Capo.
Nell'aprile 2018 è stata acquistata dalla MNG Maritime e ribattezzata MNG Tahiti per fungere da armeria navale (VBA) autorizzata dal Dipartimento per il commercio internazionale (DIT) del Regno Unito nel Golfo di Oman. Nell'ottobre 2018 la MNG ha venduto la nave ed è tornata nel Regno Unito venendo ribattezzata nuovamente St Helena.
Nell'ottobre 2018 la nave è stata rivenduta a St Helena LLC nel Jersey e nel 2019 la nave è stata riadattata per fungere da hub mobile per gli eventi della serie Extreme E, per trasportare tutto l'equipaggiamento, l'attrezzatura, le vetture e le scuderie, nei luoghi in cui si svolgono le gare.